# August Vochtel
August Vochtel (* 19. September 1894 in Stipshausen; † 3. Juni 1977 in Neuwied) war Lokführer bei der Deutschen Reichsbahn und später bei der Betriebsvereinigung der Südwestdeutschen Eisenbahnen. In dieser Funktion rettete er 1948 rund 700 Menschen bei einem Zugbrand im Kaiser-Wilhelm-Tunnel auf der Moselstrecke bei Cochem, wofür er mehrfach geehrt wurde.

## Leben
Geboren als viertes von zehn Kindern, erlernte Vochtel zunächst das Schmiedehandwerk im elterlichen Betrieb. Während des Ersten Weltkriegs diente er bei den Heeresfeldbahnen an der Ostfront. Nach dem Kriegsende kam er zur Eisenbahn, 1925 bestand er die Lokführerprüfung. Danach war er allerdings weiterhin im Gleisbau und in der Werkstatt tätig, da durch die rückläufigen Verkehrsleistungen weniger Lokführer benötigt wurden. Erst nach 1933 wurde August Vochtel dauerhaft als Lokführer eingesetzt.

## Der Unfall
Im Hauptbahnhof Trier fand am 22. November 1948 ein planmäßiger Lokwechsel für den D 21 von Paris Gare de l’Est über Luxemburg nach Koblenz Hauptbahnhof statt. Da der Lokführer der vorgesehenen Lokomotive sich schwer verletzt hatte, musste August Vochtel kurzfristig einspringen. Die elektrische Beleuchtung der Lokomotive erwies sich als defekt. Im Führerstand wurden deshalb Karbidlampen eingesetzt.
Bei der Fahrt durch den Kaiser-Wilhelm-Tunnel verpuffte im Führerstand ein Kohlenstaub-Luftgemisch, vermutlich ausgelöst durch eine Karbidlampe. Das Führerhaus geriet in Brand. August Vochtel flüchtete mit brennender Kleidung auf die Außenseite des Führerhauses. Von dort versuchte er zunächst – allerdings erfolglos – durch das Fenster an das Führerbremsventil zu kommen. Dabei erlitt er schwere Verbrennungen am linken Arm und im Gesicht. Schließlich kletterte er trotz seiner lebensgefährlichen Verletzungen auf dem Umlauf am Kessel entlang zur vorderen Pufferbohle und öffnete dort den Hahn der Luftleitung vorsichtig mit dem Fuß. Mit der damit ausgelösten Bremsung kam der Zug etwa 300 Meter vor der Bahnhofseinfahrt, im Freien, zum Stehen. Der Zugführer brachte den schwer verletzten Lokomotivführer zu Fuß zum Bahnhof Cochem, von wo er mit einem Krankenwagen in das dortige Krankenhaus gefahren wurde.

## Folgen
Der linke Arm sollte zunächst amputiert werden, wurde aber schließlich gerettet. Die Sehkraft war infolge des Unfalls gemindert. Vochtel verblieben Brandnarben an Händen, Armen und im Gesicht. Erst am 25. Juli 1949 konnte er aus dem Krankenhaus entlassen werden. August Vochtel wurde wegen der schweren bleibenden Verletzungen pensioniert.

## Ehrungen
Der französische Militärgouverneur Marie-Pierre Kœnig verlieh Vochtel eine Tapferkeitsmedaille und Bundespräsident Theodor Heuss am 23. Dezember 1952 das Große Verdienstkreuz der Bundesrepublik Deutschland.
Vochtels Heldentat wurde mehrfach in Kurzgeschichten und Schulbüchern verarbeitet.